# James Q. Wilson
James Quinn Wilson (Denver, Colorado, 27 de mayo de 1931 - Boston, Massachusetts, 2 de marzo de 2012) fue un  politólogo, criminólogo y una autoridad en administración pública estadounidense. 
Fue Ronald Reagan Professor of Public Policy (Políticas Públicas) en la Universidad de Pepperdine y "senior fellow" en el Clough Center para el Estudio de la Democracia Constitucional en el Colegio de Boston. Es famoso por ser el coautor del artículo de la edición de marzo de 1982 de The Atlantic Monthly, relativo a la Teoría de las ventanas rotas, que provocaría un cambio radical en la forma de entender y actuar contra la criminalidad en los Estados Unidos, y el programa de tolerancia cero en ciudades como Nueva York.

## Biografía
Nacido en una familia de clase media, se trasladaron a Long Beach en California, cuando James tenía tres años. Allí estudiaría y completaría su graduación (Bachelor of Arts) en la Universidad de Redlands en 1952, donde fue campeón nacional de debate universitario en 1951 y 1952. Se alistó en la Marina estadounidense, siendo trasladado al Pacífico cuando la guerra de Corea, aunque no llegó a entrar en combate. 
Completó un Master of Arts  en 1957 y un doctorado en filosofía en 1959 en ciencia política en la Universidad de Chicago, siendo alumno de Edward Banfield y Leo Strauss. De 1961 a 1987, fue Shattuck Professor of Government en la Universidad de Harvard.
Su libro de 1975 "Pensando en la delincuencia" presentó la teoría, entonces no obvia, de la incapacitación como la explicación más efectiva para la reducción de las tasas de criminalidad, observada cuando la norma eran sentencias de prisión más largas. Los delincuentes podrían no ser disuadidos por la amenaza de sentencias más largas, pero a los reincidentes se les debería impedir seguir con la delincuencia, simplemente porque prefieren estar en la cárcel mejor que en la calle, y de ahí el poder disuasorio de las penas.
En 1993 publicó su libro El Sentimiento Moral(The Moral Sense), posiblemente su obra más importante. Para Wilson, la moralidad nace en el seno familiar y va extendiéndose y evolucionando, existiendo cuatro aspectos de valores fundamentales: simpatía o empatía, equidad o justicia, autocontrol y deber y "estamos inmersos en una batalla cultural sobre valores".
Desde 1987 hasta 1997, fue el James Collins Professor de Administración y Políticas Públicas en la UCLA Anderson School of Management de la UCLA. De 1998 a 2009, fue el Ronald Reagan Professor of Public Policy en la Escuela de Políticas Públicas de la Universidad de Pepperdine.

## Política y trabajo
Wilson fue presidente del Grupo de Trabajo de la Casa Blanca sobre la Delincuencia (1966), de la Comisión Consultiva Nacional sobre la Prevención y Abuso de Drogas (1972-73) y miembro del Grupo de Trabajo de la Procuraduría General sobre Delitos Violentos (1981), de la President's Foreign Intelligence Advisory Board y del Consejo Presidencial de Bioética. Fue también presidente de la American Political Science Association.
Formó parte de la junta directiva de la New England Electric System (en la actualidad, National Grid USA), Protection One, RAND y State Farm Mutual Insurance. 
Fue presidente del Consejo de Asesores Académicos del American Enterprise Institute, miembro de la Academia Americana de las Artes y las Ciencias, de la American Philosophical Society, y del Consejo Internacional con sede en Nueva York de la Human Rights Foundation.

### Puntos de vista políticos
Aunque, como joven profesor, votó por John F. Kennedy, Lyndon Johnson (asesorando a su gobierno en temas de criminalidad y justicia) y Hubert Humphrey, Wilson fue reconocido más tarde como un destacado académico conservador, como indica su posición de asesor del American Enterprise Institute.

## Galardones
- Doctor honoris causa por la Universidad de Harvard.
- Lifetime Achievement Award de la American Political Science Association en 2001.
- Medalla Presidencial de la Libertad por el presidente George W. Bush en 2003.

## Libros
- American Politics, Then and Now (2010).
- American Government, 12.ª ed. (2010, con John J. DiIulio, Jr.).
- Understanding America: The Anatomy of an Exceptional Nation (2008, ed. con Peter Schuck).
- The Marriage Problem: How Our Culture Damages Families (2002).
- Moral Judgment (1997).
- The Moral Sense (1993).
- On Character: Essays by James Q. Wilson (1991).
- Bureaucracy (1989.)
- Crime and Human Nature (1985, con Richard Herrnstein).
- Watching Fishes: Life and Behavior on Coral Reefs (1985, con Roberta Wilson).
- The Politics of Regulation (1980).
- The Investigators (1978).
- Thinking About Crime (1975).
- Political Organizations (1973).
- Varieties of Police Behavior (1968).
- The Amateur Democrat (1966).
- City Politics (1963, con Edward C. Banfield).
- Negro Politics (1960).